# Anapis castilla
Espèce
Anapis castilla est une espèce d'araignées aranéomorphes de la famille des Anapidae.

## Distribution
Cette espèce se rencontre au Pérou dans la région de Loreto et au Brésil dans l'État d'Amazonas,,.

## Description
Le mâle holotype mesure 0,96 mm.
La femelle décrite par Ott & Brescovit en 2003 mesure 1,27 mm.

## Étymologie
Son nom d'espèce lui a été donné en référence au lieu de sa découverte, la province de Mariscal Ramón Castilla.

## Publication originale
- Platnick & Shadab, 1978 : A review of the spider genus Anapis (Araneae, Anapidae), with a dual cladistic analysis. American Museum Novitates, no 2663, p. 1-23 (texte intégral).